# キバラオオタイランチョウ
キバラオオタイランチョウ（学名：Pitangus sulphuratus）は、スズメ目タイランチョウ科に分類される鳥類の1種。

## 形態
タイランチョウのなかでは大きなサイズであり、体長22cm、体重63gほどになる。
黒い頭に目の上の白い筋、黄色い腹が特徴。

## 生息地
テキサス州南部・メキシコ南部からカリブ海、アルゼンチンにかけて生息する。

## 生態
鳴き声がきわめて特徴的ではっきりとよく通る。カリブ海ではその鳴き声からkiskadee, トリニダードではkeskideeと呼ばれている。これはフランス語の "Qu'est-ce qu'il dit?" （なんて言っているの？）からきた、という人もあるが俗説らしい。